# پونیتس
پونیتس (به آلمانی: Ponitz) یک شهر در آلمان است که در تورینگن واقع شده‌است. پونیتس ۱٬۷۹۷ نفر جمعیت دارد.